# 柬埔寨救国民族团结阵线

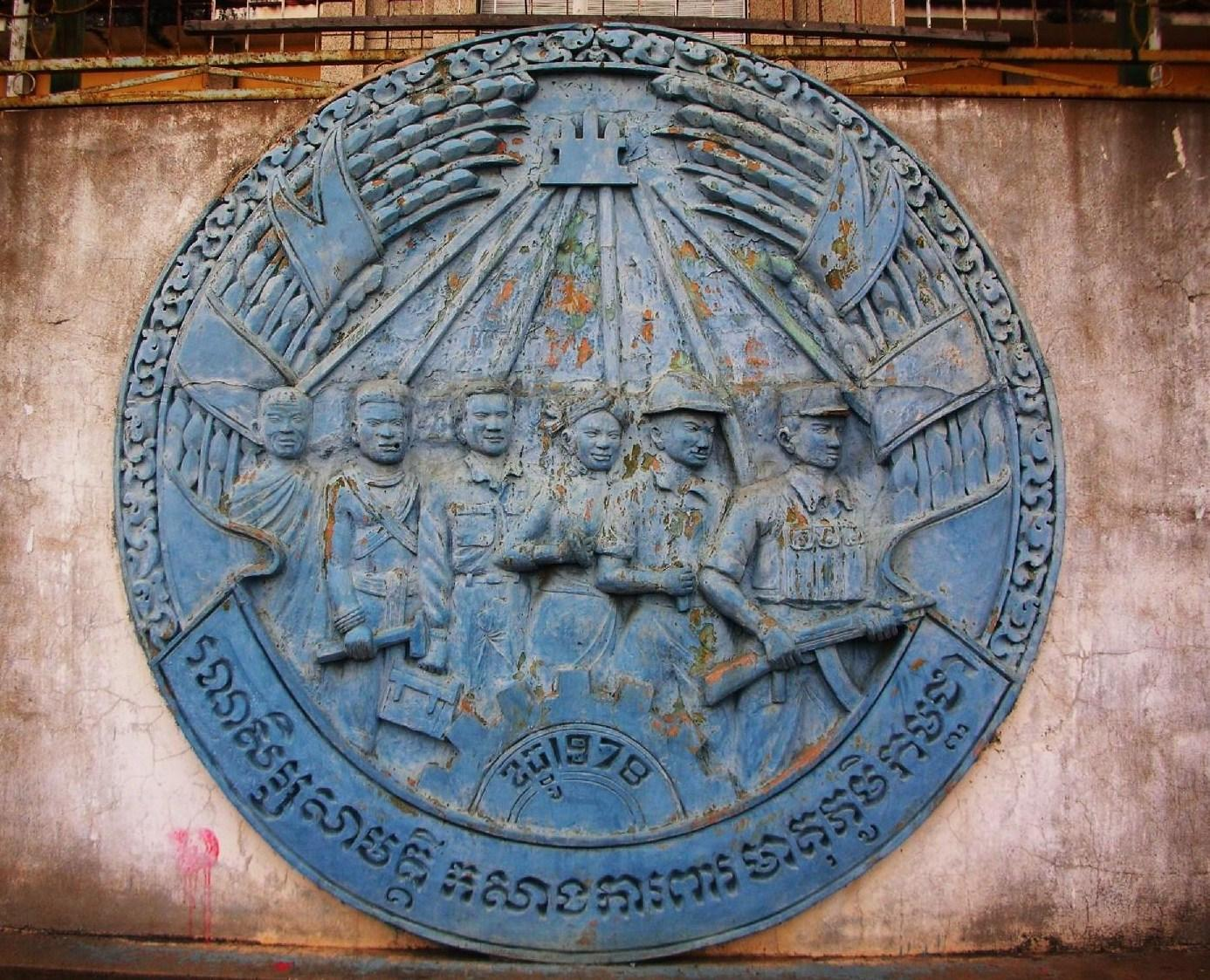
柬埔寨救国民族团结阵线在金边的前总部的徽章

柬埔寨救国民族团结阵线，简称救国阵线（FUNSK），是柬埔寨的一个政治組織。

## 历史
1978年12月2日，柬越战争爆发前夕，该组织在柬埔寨和越南的边界附近的桔井省仕伦县特努乡曾克鲁村成立。越南击败红色高棉后，它主持建立柬埔寨人民共和国。1981年，改名为柬埔寨建国卫国统一阵线。
2006年4月29日，柬埔寨建国卫国统一阵线在金边举行第五届大会，改名为柬埔寨祖国发展团结阵线，但其影响力已经式微。

## 中央委員會组成
1978年12月2日组成的中央委员会共有14名委员：
- 主席：韩桑林
- 副主席：谢辛
- 总书记：Ros Samay
- 委员
  - Mat Ly
  - Bun Mi
  - 洪森
  - Mean Saman（女）
  - Meas Samnang
  - Neou Samon
  - Long Sim（僧人）
  - Hem Samin
  - Chey Kanh Nha（女）
  - Chan Ven
  - Prach Sun